# Клан Минамото
Клан Минамото (јап. 源), јапанска аристократска породица царског порекла, која је доминирала источним Јапаном крајем Хејан периода, и после победе у Гемпејском рату (1180-1185) формирала прву војну диктатуру у Јапану - Камакура шогунат.

## Историја

### Порекло
Како је војна моћ постала неопходан елемент успешног поседовања земље, два племићка ратничка клана су се успоставила као цувамоно (назив за професионалне ратнике у Јапану 9. и 10. века) и у околини престонице и у провинцијама, посебно и најсудбоносније на истоку. Њихов успех се делимично могао приписати њиховој породичној линији, вишеструким линијама оба клана које потичу од царских потомака који су уклоњени из царске породице у смањењу трошкова у време цара Саге (владао 809-823) или после и добили имена племићких кланова Минамото или Таира.
Многи од тих деградираних принчева остали су у престоници, настављајући конвенционалне дворске каријере, они и њихови потомци понекад су се уздизали до високих функција и чина, док су други тражили богатство у провинцијама, окрећући се тамо ратничком позиву. Али најистакнутији од ових ратника одржавали су своје везе на двору и, с времена на време, држали стражу или полицију у престоници.
Име Минамото је додељено једном или више принчева од једанаест царева од Саге (владао 809-823) до Санџа (владао 1011-16).  Бројне породичне лозе створене на тај начин разликују се у номенклатури према имену цара предака: Сага Генџи, Мураками Генџи и тако даље, при чему је „Генџи” кинеско-јапанско читање знакова којим је написано „Минамото клан”. Камакура шогунат (1185-1333) је основала лоза Минамотоа обично позната као Сеива Генџи, тако названа јер су потицали од принца по имену Цунемото (умро 961), који је наводно био унук (или праунук) цара Сеиве. Цунемотов син, Мицунака (912-97), служио је северну (регентску) кућу Фуџивара као њена војна рука у надзирању њених ривала. Још три генерације до краја једанаестог века Сеива Генџи су држали дворске положаје у гарди, именовања да предводе казнене експедиције и мандате као гувернери провинција, и стекли су репутацију најславнијих ратника у земљи.
„Минамото“ је била заједничка именица која значи „извор воде, порекло“. У називу клана коришћено је у значењу „извор дворских службеника“. Алтернативно тумачење претпоставља да је на избор имена Саге, његовог првог даваоца, утицао кинески преседан, дајући му смисао „царске крви“.

### Познати чланови
- Минамото Јоримицу (944-1021), први члан породице који се прославио као војсковођа након што је уништио разбојнике у Оејами.[1]
- Минамото Јоријоши (995-1082), борио се против клана Абе током Ранијег деветогодишњег рата.[1]
- Минамото Јошије (1041-1108), најстарији Јоријошијев син, пратио га је у свим његовим биткама. Познат и под именом Хачимантаро, такође је водио Каснији трогодишњи рат.[1]
- Минамото Тамејоши (1096-1156), Јошијеов унук. Стао на страну бившег цара Сутокуа током побуне Хоген, због чега је погубљен.[1]
- Минамото Јоримаса (1106-1180), чувени песник. Побеђен у првој бици на мосту Уџи (1180), извршио харакири.[1]
- Минамото Јошитомо (1123-1160), Тамејошијев син. Заробио је бившег цара Го-Ширакаву након битке за палату Санџо (1160), али је поражен у противнападу и потом убијен.[1]
- Минамото Таметомо (1139-1170), Јошитомов брат, чувен по снази и вештини са луком и стрелом. Борио се током побуне Хоген.[1]
- Минамото Јукије (умро 1186), Јошитомов брат. Борио се у више битака уз Кисо Јошинаку.[1]
- Минамото Јошихира (1140-60), Јошитомов син, борио се уз њега током побуне Хоген.[1]
- Минамото Јоритомо (1147-1199), Јошимотов син, први јапански шогун. Његова војничка каријера почела је веома лоше поразом код Ишибашијаме (1180), али је његова политичка каријера била успешна захваљујући војничким успесима његове браће и рођака.[1]
- Минамото Норијори (1156-1193), Јоритомов брат, победио је у бици код Коџиме (1184).[1]
- Минамото Јошицуне (1159-1189), Јоритомов брат, један од најславнијих самураја свих времена. Добио је битке код Ичинотанија, Јашиме и Дан но Уре. После победе у Гемпејском рату протеран је од свог брата шогуна и прогоњен све до смрти у бици на реци Коромо.[1]
- Минамото (Кисо) Јошинака (1154-1184), Јоритомов рођак. Победио је клан Таира у бици код Карикаре (1183) и заузео Кјото, али се потом окренуо против својих рођака, који су га победили у другој бици на мосту Уџи (1184). Убијен је у бици код Авазуа.[1]
- Минамото Јорије (1182-1205), други шогун Минамото, убијен у атентату.[1]
- Минамото Санетомо (1192-1219), трећи и последњи шогун Минамото, убијен у атентату у Камакури.[1]